# ای‌جی‌ام-۷۸ استاندارد آرم
ای‌جی‌ام-۷۸ استاندارد آرم (انگلیسی: AGM-78 Standard ARM) یک موشک ضدرادار ساخت شرکت جنرال داینامیکس ایالات متحده آمریکا است.